# Gare de Saint-Paul-de-Varax
La gare de Saint-Paul-de-Varax est une gare ferroviaire française de la ligne de Lyon-Saint-Clair à Bourg-en-Bresse, située sur le territoire de la commune de Saint-Paul-de-Varax, dans le département de l'Ain, en région Auvergne-Rhône-Alpes.
Elle est mise en service en 1866 par la Compagnie de la Dombes.
C'est une halte voyageurs de la Société nationale des chemins de fer français (SNCF), desservie par des trains TER Auvergne-Rhône-Alpes.

## Situation ferroviaire
Établie à 268 mètres d'altitude, la  gare de Saint-Paul-de-Varax est située au point kilométrique (PK) 51,674 de la ligne de Lyon-Saint-Clair à Bourg-en-Bresse entre les gares de Marlieux - Châtillon et de Servas - Lent.
Elle est située sur la section à voie unique qui débute peu après la gare de gare de Villars-les-Dombes et s'achève peu avant la gare de Bourg-en-Bresse. Gare d'évitement, elle dispose d'une deuxième voie pour le croisement des trains.

## Histoire
La « station de Saint-Paul-de-Varax » est mise en service le 1er septembre 1866 par la Compagnie de la Dombes, lorsqu'elle ouvre à l'exploitation sa ligne de Sathonay à Bourg.
Au service de l'été, à partir du 10 mai 1869, la station est desservie par quatre (dans chaque sens) omnibus mixtes (voyageurs et marchandises) sur les relations : Bourg, ou Besançon, ou Mulhouse, ou Strasbourg, et Lyon-Croix-Rousse. Sur la relation Bourg-Lyon-Croix-Rousse, s'ajoute un train supplémentaire le lundi et le mercredi. 
En 1872, elle devient une gare du réseau de la Compagnie des Dombes et des chemins de fer du Sud-Est (DSE) qui c'est substituée à la compagnie d'origine.

## Fréquentation
Selon les estimations de la SNCF, la fréquentation annuelle de la gare s'élève aux nombres indiqués dans le tableau ci-dessous.
| Année               | 2023   | 2022   | 2021   | 2020   | 2019   | 2018   | 2017   | 2016   | 2015   |
| ------------------- | ------ | ------ | ------ | ------ | ------ | ------ | ------ | ------ | ------ |
| Nombre de voyageurs | 82 581 | 82 581 | 73 321 | 63 346 | 79 363 | 81 357 | 88 962 | 77 668 | 74 491 |

## Service des voyageurs

### Accueil
Halte SNCF, c'est un point d'arrêt non géré (PANG) à entrée libre, elle dispose d'un distributeur automatique de titres de transport TER.

### Desserte
Saint-Paul-de-Varax est desservie par des trains du réseau TER Auvergne-Rhône-Alpes de la relation Bourg-en-Bresse-Lyon-Perrache.

Installations
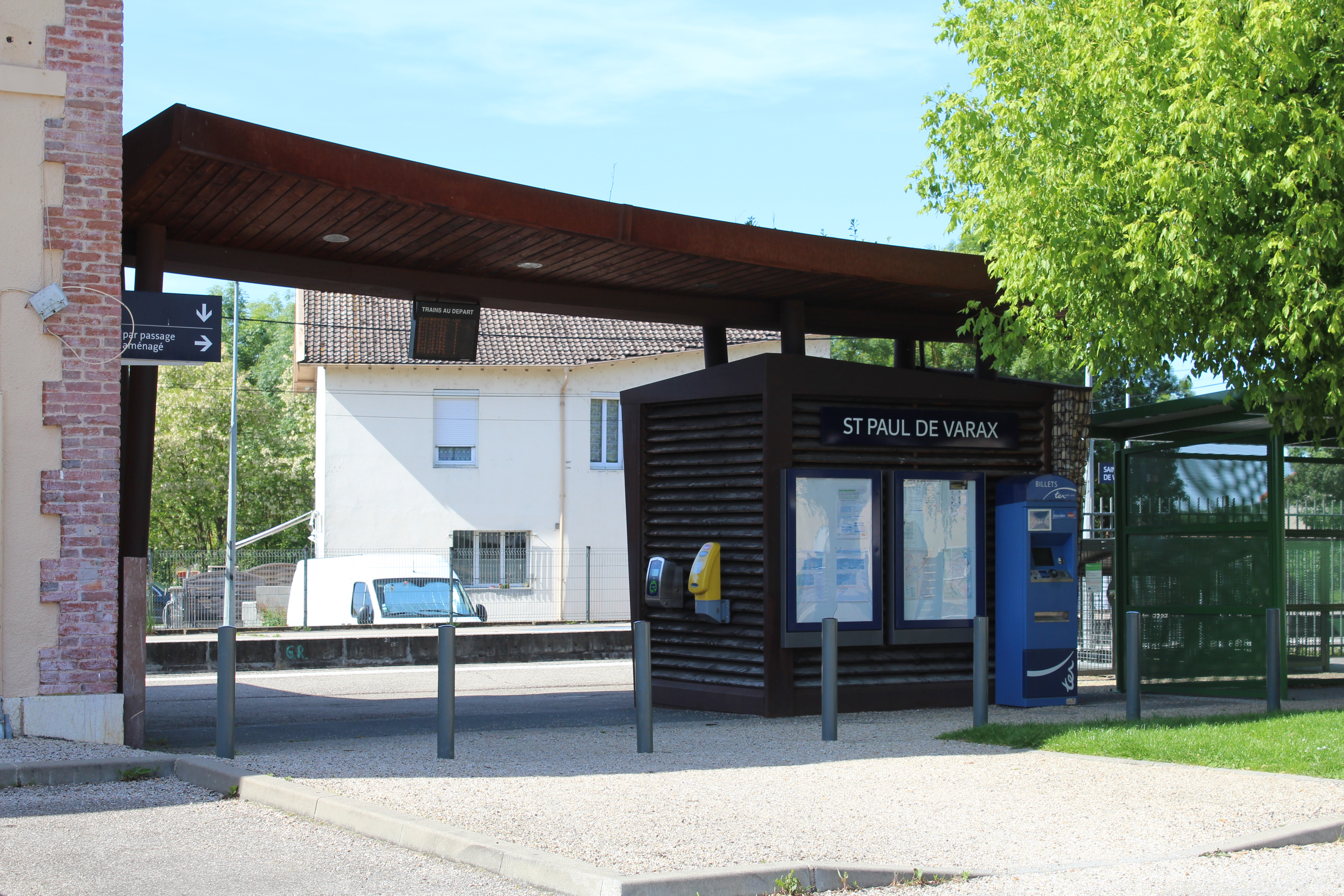
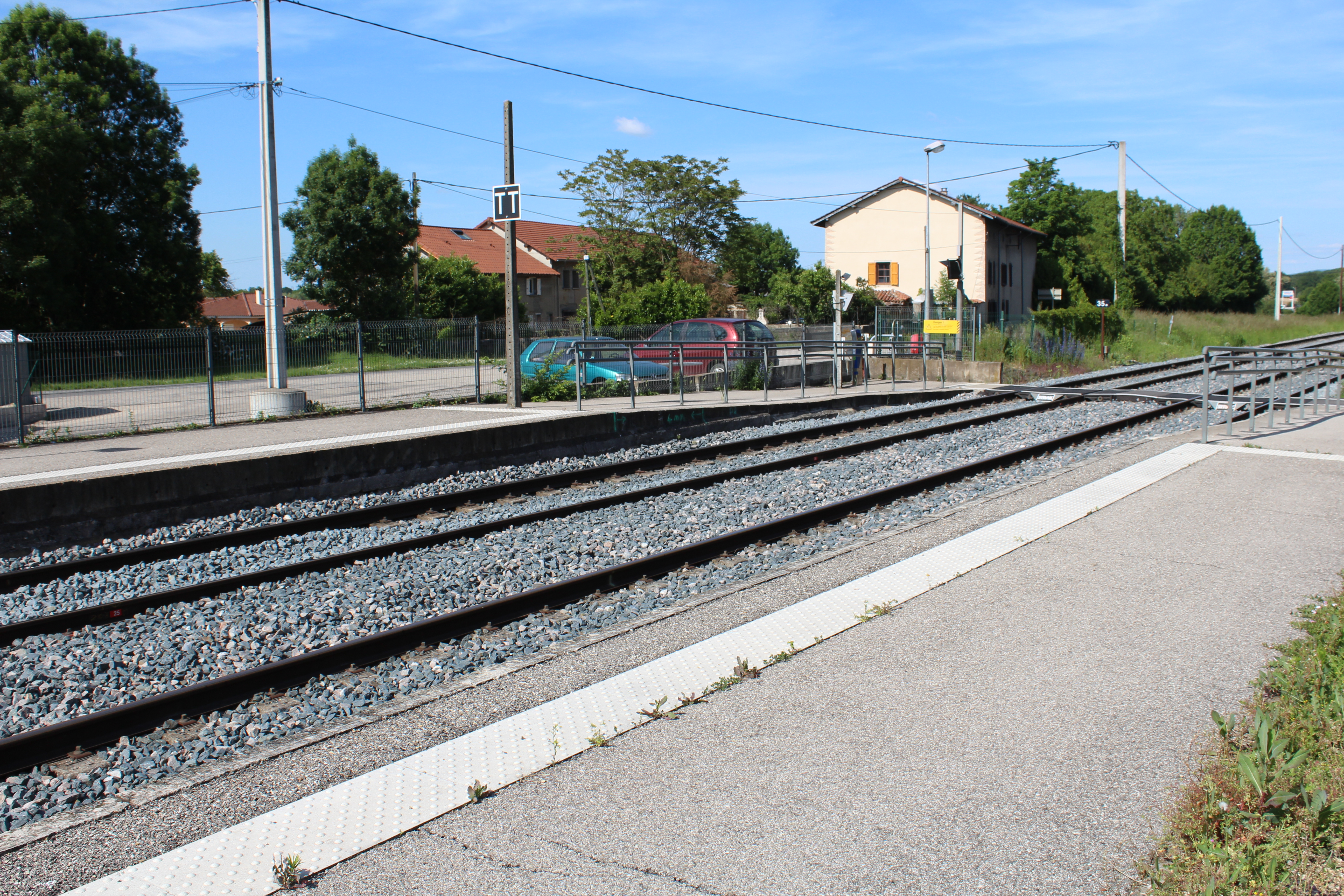
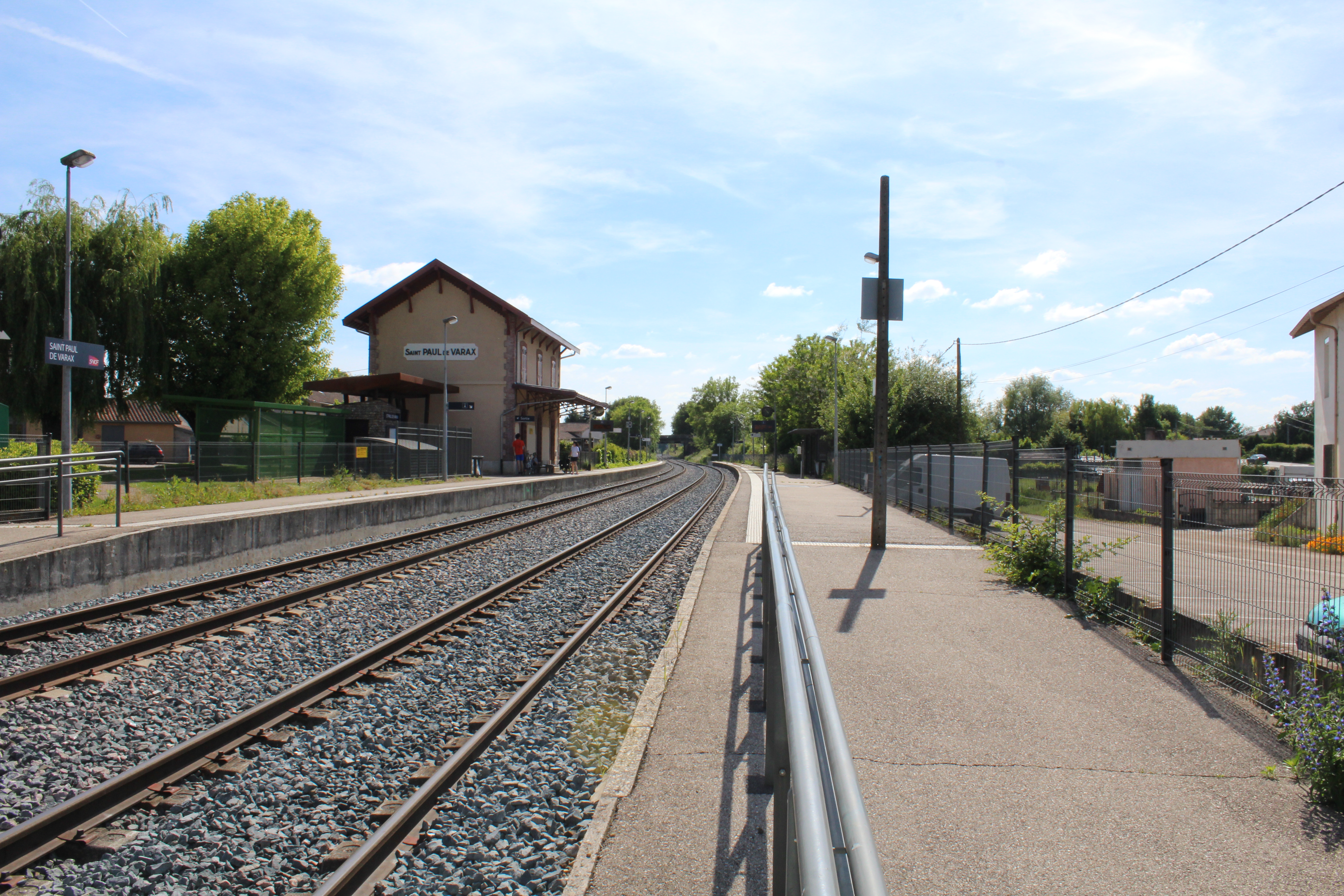

### Intermodalité
Un parc pour les vélos et un parking pour les véhicules y sont aménagés.

## Patrimoine ferroviaire
L'ancien bâtiment voyageurs est désaffecté du service ferroviaire.  Il est identique à celui de plusieurs gares de la ligne, construite par la Compagnie de la Dombes, notamment celui de Villars-les-Dombes, ainsi que celui de Marlieux - Châtillon, et possède comme ce dernier des pilastres et larmiers en briques, non enduits.

L'encien bâtiment voyageurs
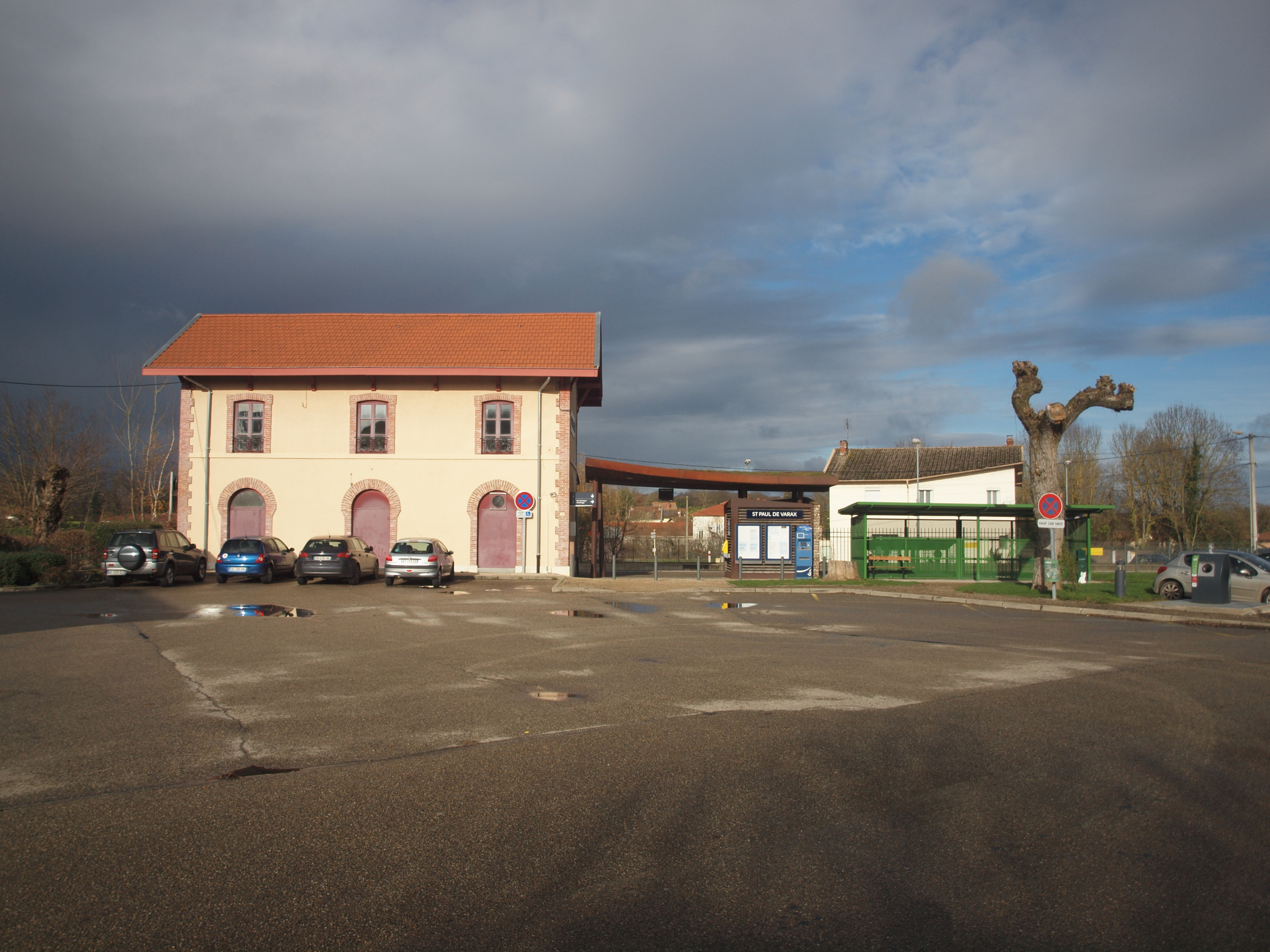
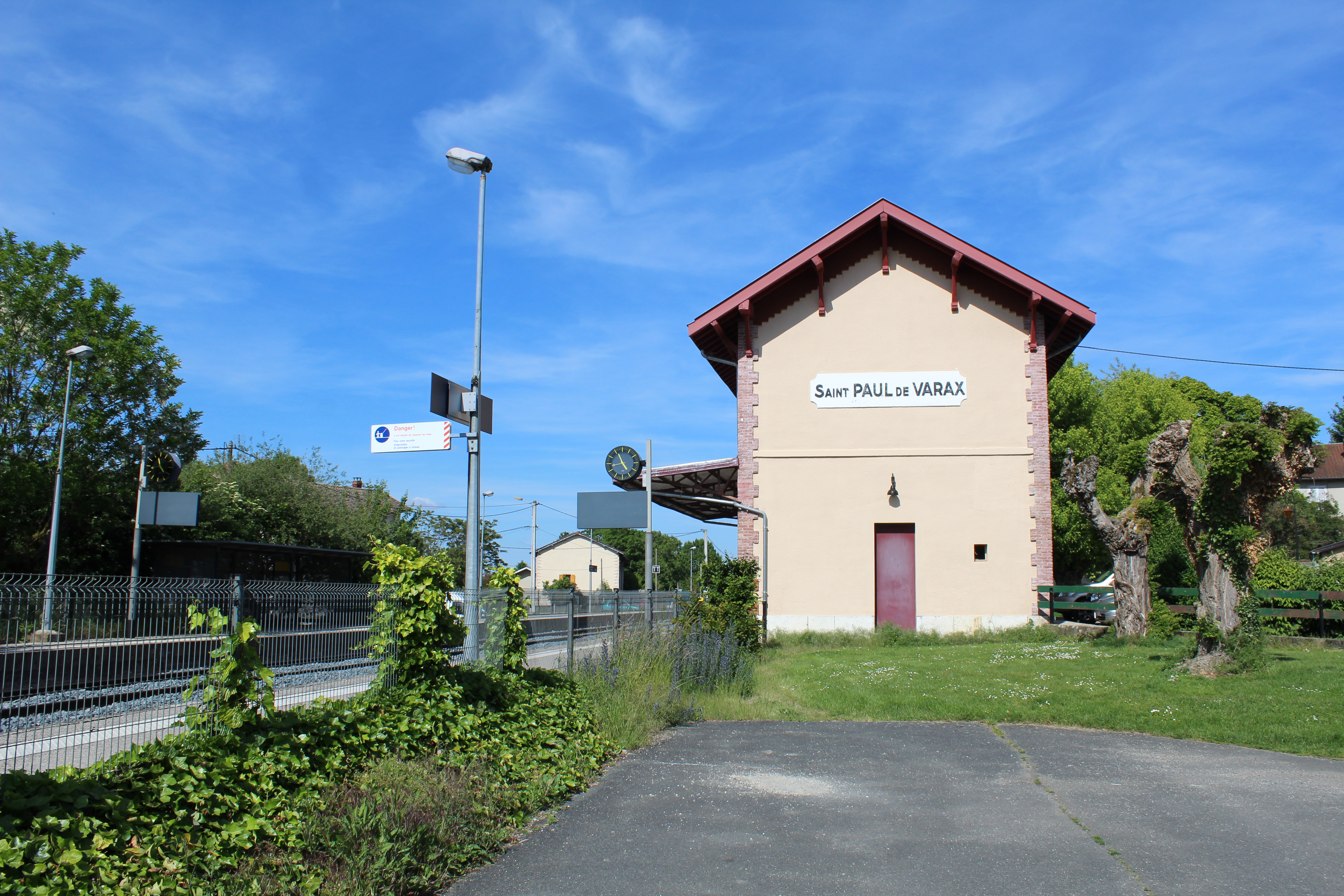
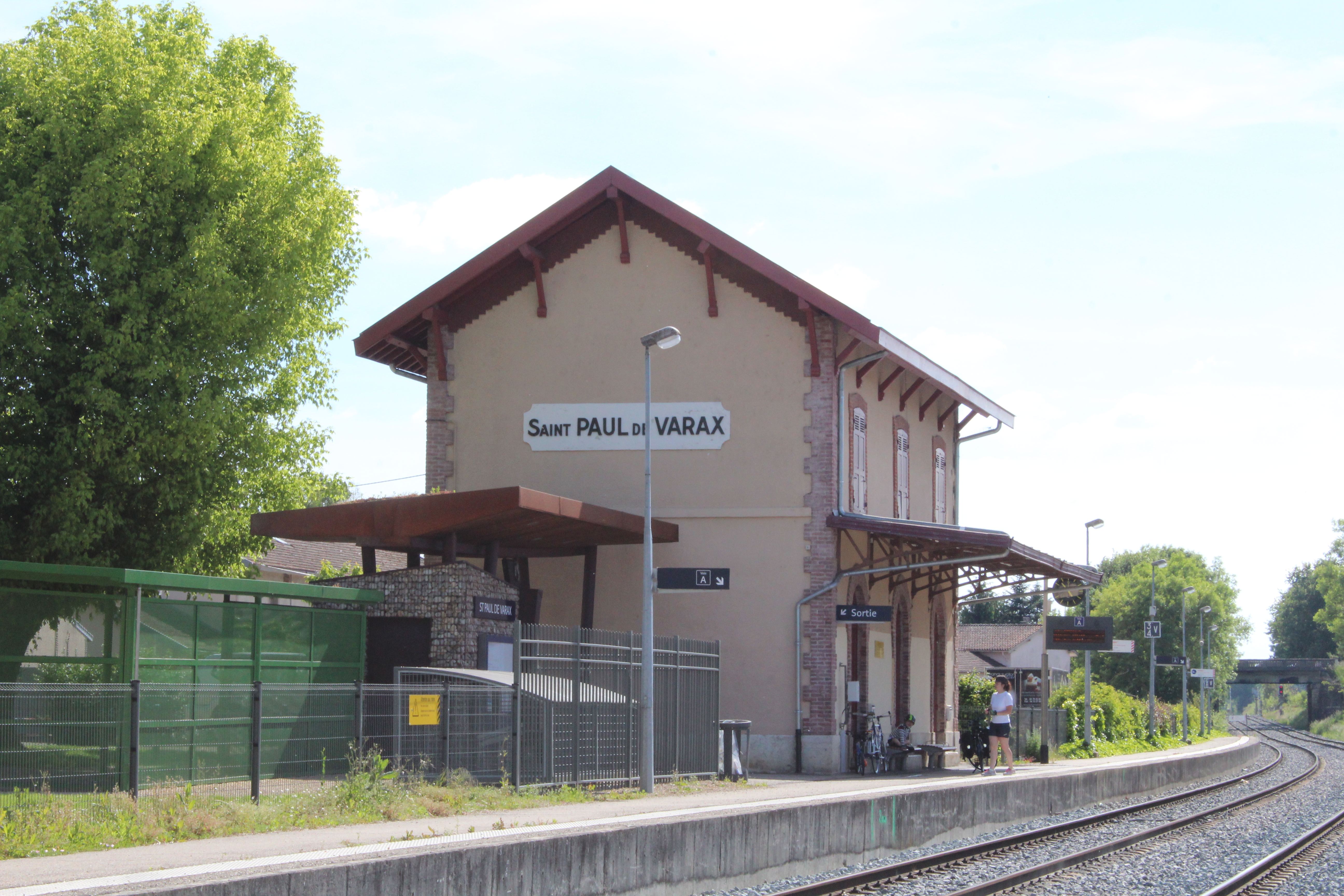